# Feuerwehr in Jordanien
Die Feuerwehr in Jordanien besteht aus rund 4500 Berufsfeuerwehrleuten und 10 freiwilligen Feuerwehrleuten.

## Allgemeines
In Jordanien bestehen 445 Feuerwachen und Feuerwehrhäuser, in denen 207 Löschfahrzeuge und 21 Drehleitern bzw. Teleskopmaste für Feuerwehreinsätze bereitstehen. Insgesamt sind 4519 Personen, davon 4509 Berufsfeuerwehrleute und 10 freiwillige Feuerwehrleute, im Feuerwehrwesen tätig.
Die jordanischen Feuerwehren wurden im Jahr 2019 zu 769.780 Einsätzen alarmiert, dabei waren 36.650 Brände zu löschen. Hierbei wurden 52 Tote bei Bränden von den Feuerwehren geborgen und 10.902 Verletzte gerettet.

## Außergewöhnliche Feuerwehreinsätze
Die Feuerwehr der jordanischen Hauptstadt Amman wurde am 9. November 2005 zu drei Großeinsätzen innerhalb kürzester Zeit alarmiert. Der erste Einsatz galt dem Anschlag eines Selbstmordattentäters auf eine Hochzeit, nachdem dieser inmitten der fröhlichen Gäste im Radisson-Hotel seinen Sprengstoffgürtel zündete. Der Attentäter riss viele der Hochzeitsgäste mit in den Tod. Am gleichen Tag ereigneten sich im Hotel Grand Hyat und im Days Inn Hotel weitere Anschläge. Insgesamt wurden 67 Menschen getötet und mehr als 110 ernsthaft verletzt. Die Verletzten wurden von Rettungskräften und der Feuerwehr vor Ort versorgt und in Krankenhäuser transportiert.

## Feuerwehrorganisation
Die nationale Feuerwehrorganisation Jordan Civil Defense (JCD) im Innenministerium für repräsentiert die jordanischen Feuerwehren mit ihren über 4500 Feuerwehrangehörigen.